# Albina Mayorova
Pour les articles homonymes, voir Mayorova.
Albina Gennadyevna Ivanova Mayorova (russe : Альбина Геннадьевна Иванова Майорова), née le 16 mai 1977 à Erenary en Tchouvachie, est une athlète russe.

## Biographie
Elle remporte le marathon de Dubaï en 2002 et termine 40e du marathon féminin aux Jeux olympiques d'été de 2004.
Dixième du marathon de Boston 2010, elle remporte le marathon de Nagoya en 2012. La même année, elle se classe 9e du marathon féminin aux Jeux olympiques de Pékin. Elle remporte ensuite le marathon de Yokohama en 2013 et se classe 21e du marathon féminin aux championnats du monde d'athlétisme 2013.
Elle est quatrième du marathon de Tokyo 2013, sixième du marathon de Tokyo 2014 et huitième du marathon de Tokyo 2015. Elle fait partie de l'équipe russe médaillée de bronze de la Coupe d'Europe de marathon en 2014. Elle remporte le marathon international de Sibérie en 2015.